# Coconinoite
La coconinoite è un minerale.